# Sphaeroma emarginatum
Sphaeroma emarginatum är en kräftdjursart som beskrevs av Grube 1864. Sphaeroma emarginatum ingår i släktet Sphaeroma och familjen klotkräftor. Inga underarter finns listade i Catalogue of Life.